# Irvine, Alberta
Irvine är ett samhälle i Kanada.   Det ligger i provinsen Alberta, i den södra delen av landet, 2 600 km väster om huvudstaden Ottawa. Irvine ligger 775 meter över havet och antalet invånare är 291.
Terrängen runt Irvine är platt. Trakten runt Irvine är nära nog obefolkad, med mindre än två invånare per kvadratkilometer..
Trakten runt Irvine består i huvudsak av gräsmarker.